# NG3
NG3 (Abk. f.: Nasty Girls Three; DE: Drei Böse Mädchen) war eine schwedische Girlgroup bestehend aus Linda Karlsson, Andrea Quinteros und Malin Olsson, wobei letztere 2006 durch eine Sängerin namens Diana ersetzt wurde. Der Stil der Gruppe kann als Mischung aus Pop und Sprechgesang bezeichnet werden. Produziert wurden sie von Ari Lehtonen (auch bekannt unter dem Pseudonym „Eric LeTennen“).

## Geschichte
Karlsson und Quinteros, letztere seit ihrem 18. Lebensjahr in der populären P3mix-Radioshow tätig, trafen bei einem Casting des schwedischen Pendants zu Popstars erstmals aufeinander. Auch der spätere Produzent Ari Lehtonen war vor Ort und wurde auf beide aufmerksam. Er machte später noch Malin Olsson ausfindig, die Miss Schweden aus dem Jahr 2001, welche inzwischen Schönheitswettbewerben den Rücken gekehrt hatte. Sie komplettierte die Band, die sich ab nun unter dem Motto „As nasty as we wanna be“ zu etablieren versuchte. Es folgten drei Singles, die allesamt die Top 20 der schwedischen Topplistan erobern konnten. Das dazugehörige Album floppte hingegen. Einem folgenden Feature mit SNAP!, welcher die drei für die Neuauflage seines 90er-Jahre-Hits Ooops Up! gewinnen konnte, war sowohl in Schweden als auch in Deutschland kein sonderlicher Erfolg beschieden. Nach dieser relativen Enttäuschung wurde es still um die Band. Im Jahr 2006 wurde eine Neuausrichtung vorgenommen, die einen Wechsel von Olsson durch Diana zur Folge hatte.
Nach dem Ausbleiben neuer Song-Veröffentlichungen konzentrierten sich die Bandmitglieder auf eigene Projekte, wie etwa Karlsson auf ein eigenes Magazin oder Quinteros auf ihre Karriere als DJ. Das Vorhaben NG3 verlief dadurch endgültig im Sand.

## Diskografie

### Alben
- 2002: As Nasty As We Wanna Be

### Singles
solo

| Jahr | Titel Album                        | Höchstplatzierung, Gesamtwochen, AuszeichnungChartplatzierungen (Jahr, Titel, Album, Platzierungen, Wochen, Auszeichnungen, Anmerkungen) | Höchstplatzierung, Gesamtwochen, AuszeichnungChartplatzierungen (Jahr, Titel, Album, Platzierungen, Wochen, Auszeichnungen, Anmerkungen) | Höchstplatzierung, Gesamtwochen, AuszeichnungChartplatzierungen (Jahr, Titel, Album, Platzierungen, Wochen, Auszeichnungen, Anmerkungen) | Anmerkungen |
| Jahr | Titel Album                        | DE | SE | NO | Anmerkungen |
| ---- | ---------------------------------- | --- | --- | --- | ----------- |
| 2002 | Tell Me As Nasty As We Wanna Be    | — | SE17 (17 Wo.)SE | — |             |
| 2003 | The Anthem As Nasty As We Wanna Be | DE47 (9 Wo.)DE | SE2 (26 Wo.)SE | NO9 Gold · (15 Wo.)NO |             |
| 2003 | Holler As Nasty As We Wanna Be     | — | SE17 (4 Wo.)SE | — |             |

als Gastmusiker

| Jahr | Titel Album                          | Höchstplatzierung, Gesamtwochen, AuszeichnungChartplatzierungen (Jahr, Titel, Album, Platzierungen, Wochen, Auszeichnungen, Anmerkungen) | Höchstplatzierung, Gesamtwochen, AuszeichnungChartplatzierungen (Jahr, Titel, Album, Platzierungen, Wochen, Auszeichnungen, Anmerkungen) | Höchstplatzierung, Gesamtwochen, AuszeichnungChartplatzierungen (Jahr, Titel, Album, Platzierungen, Wochen, Auszeichnungen, Anmerkungen) | Anmerkungen                   |
| Jahr | Titel Album                          | DE | SE | NO | Anmerkungen                   |
| ---- | ------------------------------------ | --- | --- | --- | ----------------------------- |
| 2003 | Ooops Up! 90>>2003 The Cult of Snap! | DE69 (3 Wo.)DE | SE36 (6 Wo.)SE | — | Snap! vs. DJ Tomekk feat. NG3 |